# エンド・オブ・ザ・ワールド (2012年の映画)
『エンド・オブ・ザ・ワールド』（原題: Seeking a Friend for the End of the World）は、2012年にアメリカ合衆国で製作されたSFロマンティック・コメディ映画。

## ストーリー
小惑星の衝突により、滅亡が間近に迫った地球。そこに暮らす中年の保険セールスマンのドッジは、長年連れ添った妻に出て行かれてしまい、滅亡まで残り少ない日々をただ無気力に過ごしていた。だがそんなある日、今まで顔も合わせなかった隣人女性ペニーが泣いているのを目撃し、ドッジは彼女に初めて声をかける。彼女は両親がいるイギリスへ向かう飛行機に乗り遅れてしまったことを深く悲しんでいるのだった。最初は自分とは正反対の自由奔放な性格の彼女に戸惑うドッジだったが、次第に二人は打ち解けていく。すると彼女は彼に、今まで間違って届けられていた彼宛の郵便物を渡す。なんとその中には、彼が今も心に想っている高校時代の恋人オリヴィアからの手紙が入っていた。これを知ったドッジは、飛行機を探すペニーと共に、オリヴィアを探す旅に出ることを決心するのだった。

## キャスト
※括弧内は日本語吹替
- ドッジ・ピーターソン - スティーヴ・カレル（島田敏）
- ペネロープ・“ペニー”・ロックハート - キーラ・ナイトレイ（弓場沙織）
- フランク - マーティン・シーン（柴田秀勝）：ドッジの父
- オーウェン - アダム・ブロディ（大塚智則）：ペニーの彼
- エルサ - トニータ・カストロ（浅井晴美）：ドッジの家で働くメキシコ人の家政婦
- グレン - ウィリアム・ピーターセン（真田雅隆）：トラックの運転手
- ウォレン - ロブ・コードリー（菊池康弘）
- チップ - ビンス・グラント（西垣俊作）
- カレン - メラニー・リンスキー（池田亜希子）
- ダーシー - T・J・ミラー（八木隆典）：Chipper店長
- ダニー - コニー・ブリットン（中尾智）
- アルフレッド - ロジャー・アーロン・ブラウン（佐々木祐介）
- ジェレミー - ロブ・ヒューベル（畠山豪介）
- レイシー - エイミー・シューマー（鷹野あきつ）
- エイミー - レスリー・マーフィー（石井花奈）
- ケイティ - ジリアン・ジェイコブス：Chipperウェートレス
- スペック - デレク・ルーク（八木隆典）
- ニュースキャスター - マーク・モーゼス
- ローチ - パットン・オズワルト
- リンダ・ピーターソン - ナンシー・カレル
- オリヴィア（写真） - ローリーン・スカファリア監督自身